# Kościół św. Rafała Kalinowskiego i Matki Bożej Pięknej Miłości w Gdańsku-Złotej Karczmie
Kościół św. Rafała Kalinowskiego w Gdańsku - Złotej Karczmie – rzymskokatolicki kościół parafialny znajdujący się w Gdańsku na osiedlu Złota Karczma.

## Historia
- 1 kwietnia 1990 - arcybiskup Tadeusz Gocłowski erygował parafię. Proboszczem parafii został ks. Bogusław Głogowski.
- 21 listopada 1994 - w obecności biskupa Gocłowskiego poświęcono kamień węgielny.
- 1995 - rozpoczęto budowę kościoła wg projektu Szczepana Bauma.
- 1997 - kościół został poświęcony w stanie surowym.
- 1999 - zakończenie budowy kościoła, odprawiono w nim pierwszą Mszę.
- 2000 - poświęcenie dzwonu.
- 2006 - peregrynacja obrazu Jezusa Miłosiernego.
- 2009 - zakończenie wyposażania wnętrza.
- 21 listopada 2015 - Abp Sławoj Leszek Głódź konsekrował kościół.[1]

## Opis
Kościół jest jednonawowy. Nad chórem znajduje się kwadratowa wieża nakryta spiczastym hełmem. Nad wejściem znajduje się fresk przedstawiający scenę z życia św. Rafała Kalinowskiego. W prezbiterium umieszczone jest tabernakulum w kształcie kuli ziemskiej, a nad nim rzeźba Chrystusa Uwielbionego. W bocznych ołtarzach umieszczone są obrazy Jezusa Miłosiernego (z prawej) oraz Matki Boskiej Szkaplerznej (z lewej), ze stanowiącą jego część – otoczoną szczególnym kultem – ikoną Matki Boskiej Pięknej Miłości (poświęcona w 2009). W oknach znajdują się witraże autorstwa Antoniego Malika, który dla kościoła wykonał również stacje Drogi Krzyżowej, rozmieszczone na ścianach bocznych. 